# Pustularia childreni
Pustularia childreni, tên tiếng Anh: children's cowrie, là một loài ốc biển, là động vật thân mềm chân bụng sống ở biển trong họ Cypraeidae, họ ốc sứ